# Chaïm Soutine

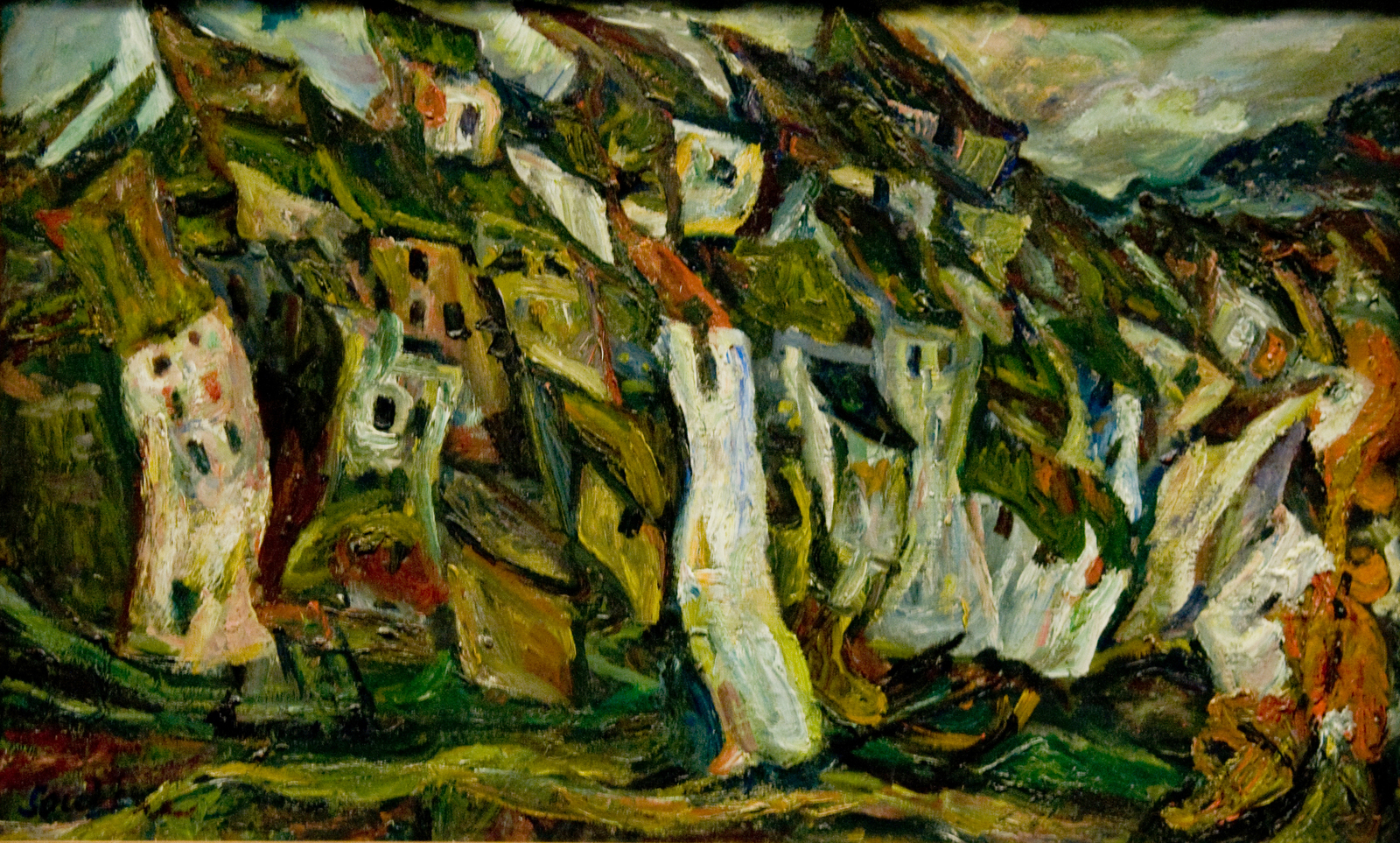
Les cases

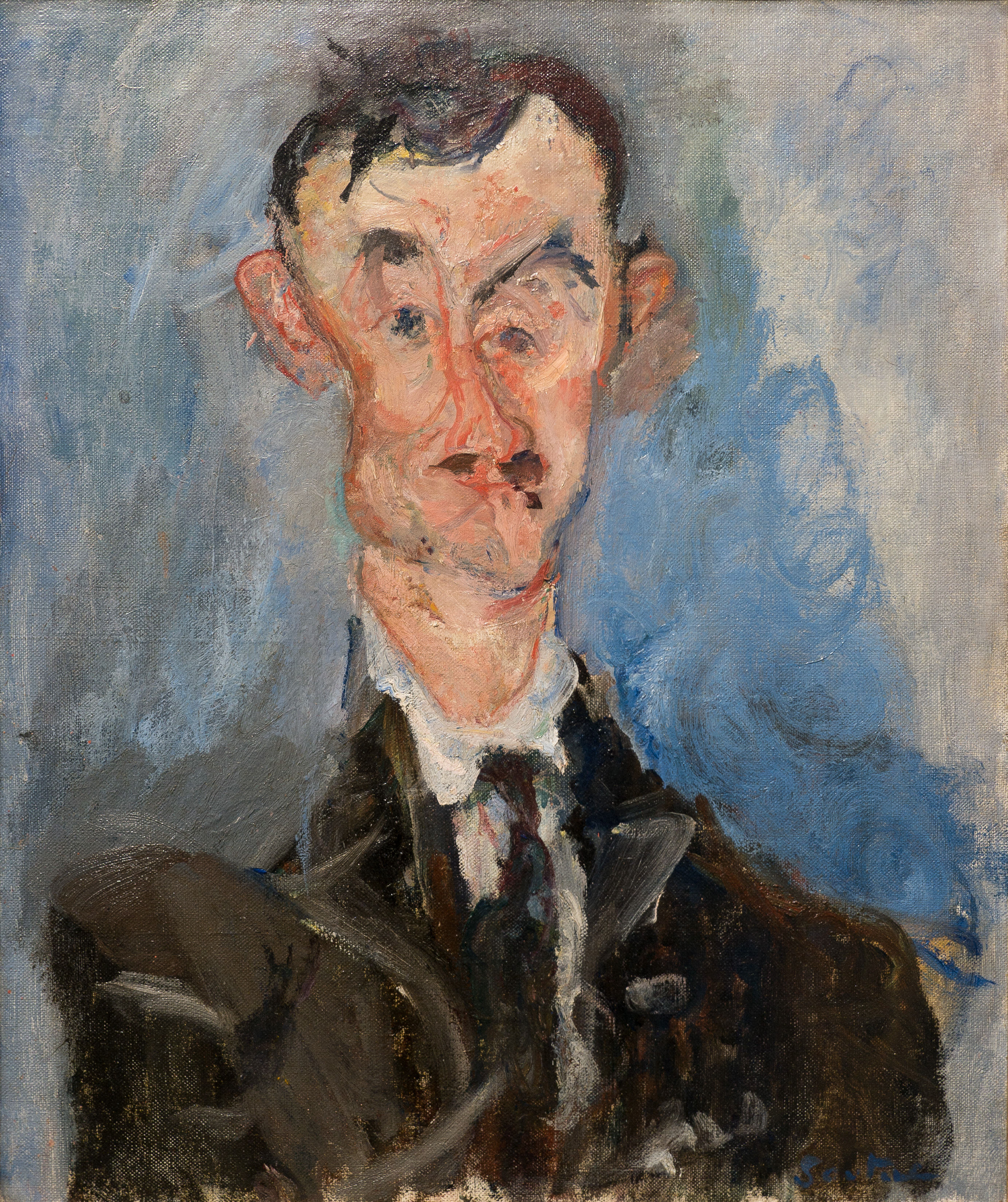
Retrat d'home (Émile Lejeune)

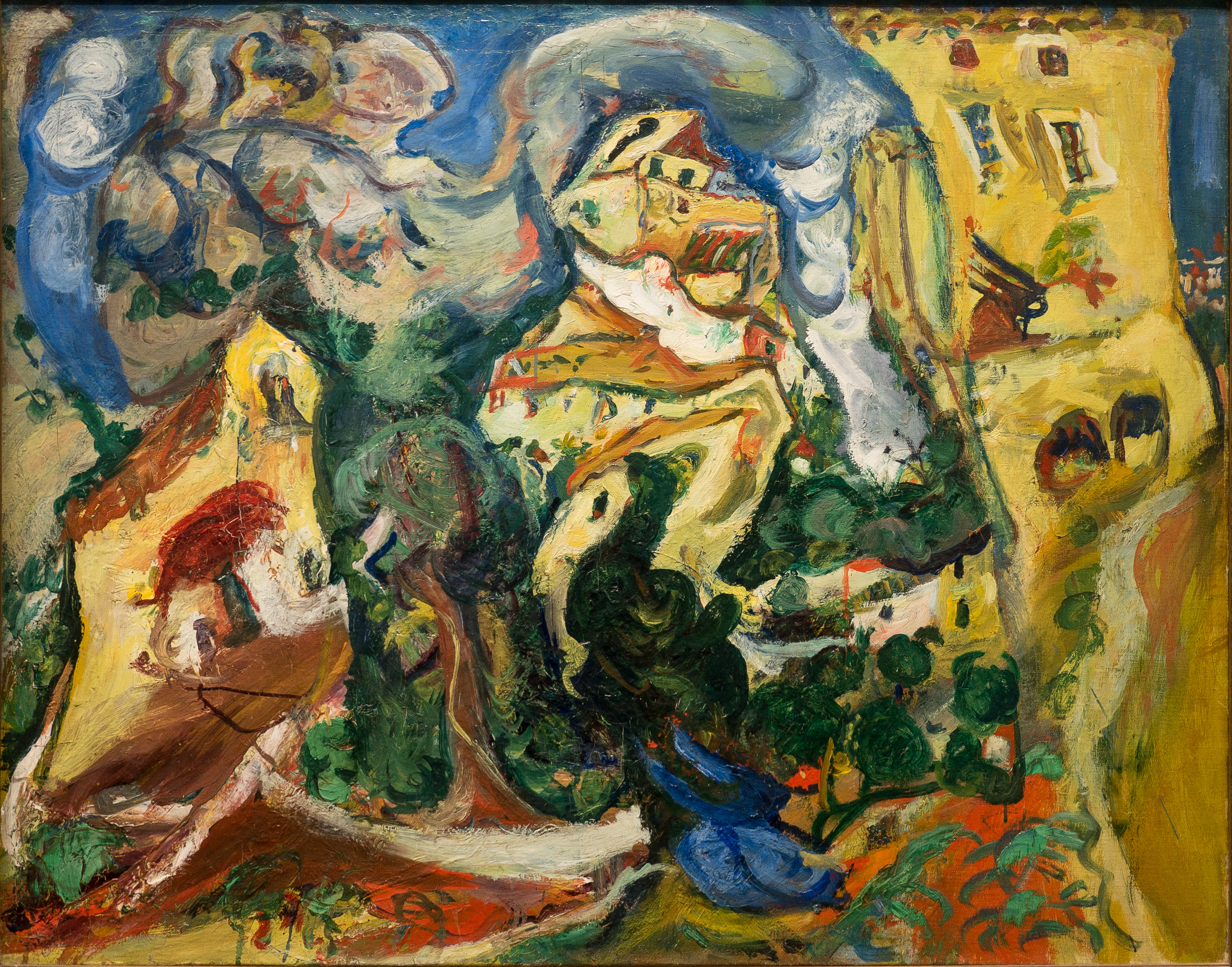
El poble

Chaïm Soutine és el nom afrancesat amb què és conegut el pintor jueu belarús, pertanyent a la denominada Escola de París, Khaïm Sutsin (nom belarús: Хаім Суцін), o Khaïm Solomónovitx Sutin (nom rus: Хаим Соломонович Сутин), nascut a Smilóvitxi el 1893 i mort a París el 9 d'agost de 1943.

## Biografia
Nascut en un petit poblet jueu de Belarús pertanyent en aquell moment a l'Imperi rus, Soutine era el desè fill d'una prole d'onze germans. El seu pare, sastre de professió, no veié amb bons ulls l'afició del petit Chaïm per l'art, ja que al si de la comunitat jueva ortodoxa on vivia estava prohibida la producció d'imatges.

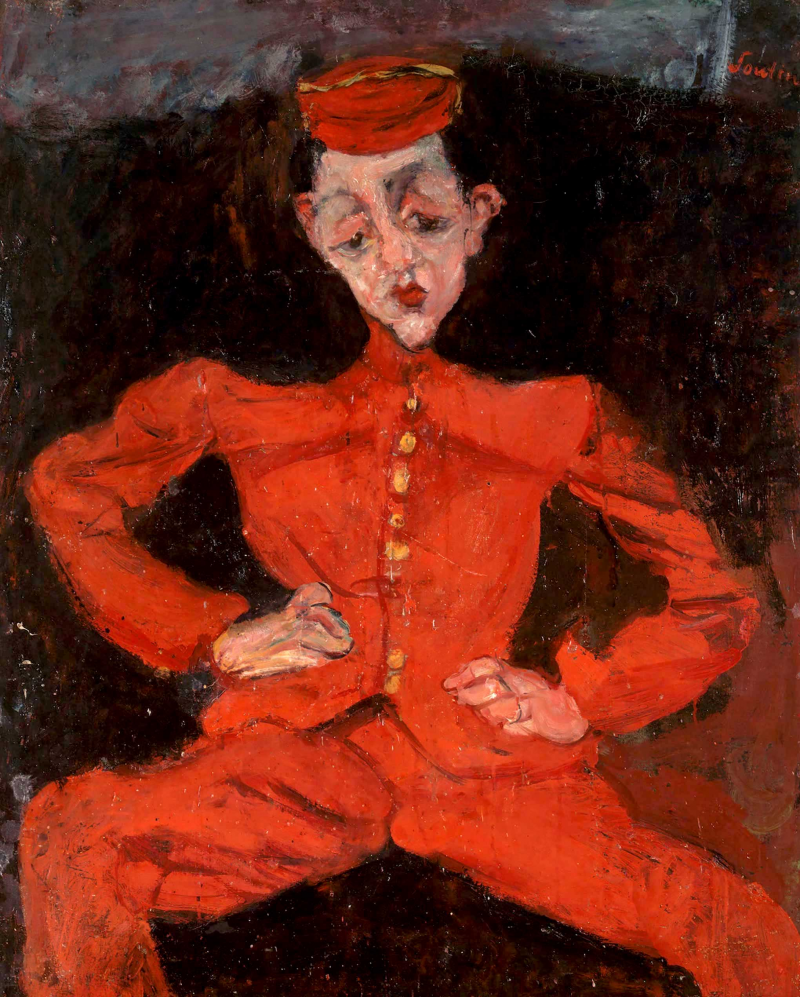
Le groom de Chaïm Soutine, pintada el 1925, oli sobre tela. Col·lecció del Centre Pompidou, Musée national d'art moderne/Centre de création industrielle. Antiga col·lecció del baró Kojiro Matsukata, donada el 1959 al Musée national d'art moderne en aplicació del tractat de pau amb el Japó de 1952. Inv/ AM 3611 P.

El 1909 amb setze anys es traslladà a Minsk, la capital de Belarús, on rebé les seves primeres ensenyances artístiques. A l'any següent preparà el seu ingrés a l'Escola de Belles Arts de Vílnius, a Lituània, on va fer amistat amb Kikoïne i Krémègne, dos compatriotes, també artistes. Soutine es va reunir el 1913 amb els seus amics a París. Es va allotjar a La Ruche, a Montparnasse, un antic pavelló d'exposició reconvertit en tallers d'artistes, i després a la Cité Falguière. Durant uns mesos va fer classes al taller Cormon de l'Escola de Belles Arts. Al Louvre, va admirar les obres de Rembrandt, Tintoretto, Courbet, Chardin i d'altres. Foren temps difícils en què Soutine visqué en condicions molt precàries. Malgrat tot, pogué continuar els seus estudis a l'Escola de Belles Arts. És en aquesta època on conegué Amedeo Modigliani, amb qui va fer amistat.
Es va quedar a Cagnes el 1918 amb Modigliani i hi va descobrir la Mediterrània i el color. L'any següent, empès pel seu agent Zborowski, va residir a Ceret durant un llarg període de tres anys, des d'octubre de 1919 fins a 1922, durant els quals també va anar i tornar entre Cagnes i París.
El 1923, el doctor Barnes, un famós col·leccionista nord-americà, va descobrir l'obra de Soutine a la galeria de Paul Guillaume i hi va comprar un gran nombre de llenços pintats a Céret. L'economia i la condició social de Soutine van canviar radicalment a partir de llavors, al mateix temps que el seu reconeixement al món de l'art.
El 1927 celebrà la seva primera exposició a la galeria d'Henri Bing. Així s'introduí plenament en el mercat de l'art. El 1937 algunes de les seves obres foren incloses a l'Exposició d'Artistes Independents, honor poques vegades concedit a França a un pintor estranger.
L'inici de la Segona Guerra Mundial significà el principi de la seva decadència, especialment quan la ciutat fou envaïda per les tropes nazis, ja que Soutine era jueu. Optà per allunyar-se de París i refugiar-se en una petita localitat propera a Tours. L'angúnia d'una possible delació agreujà els problemes de salut que tenia.
El 1943 va patir un atac d'úlcera que va acabar amb una perforació d'estòmac. Va haver de ser intervingut quirúrgicament d'urgència, però va morir a la taula d'operacions.

## Obra
La seva producció es va veure influïda per la d'artistes com Vincent van Gogh, Cézanne, Rembrandt i El Greco, i la seva aproximació a la pintura es pot definir com a expressionista.
Mai no fou capaç de pintar si no tenia el model davant. Pintava de forma frenètica, com posseït per un atac de febre, precipitant els colors sobre la tela. Recorria les carnisseries de París per trobar la gallina que tingués la tonalitat i l'aspecte adequats a allò que volia representar. En una ocasió adquirí i traslladà al seu estudi un bou sencer, mort, i es dedicà a pintar-lo fins que la pudor de la carn putrefacta alertà els veïns primer, i les autoritats després.

## Soutine i Ceret
Com d'altres pintors de l'anomenada Escola de París, Soutine va ser atret per Picasso a conèixer Ceret, a la Catalunya Nord. L'arribada de Picasso a Ceret entre 1911 i 1913 va ser seguida per Braque, Gris, Herbin, Max Jacob, Picabia, Masson, el compatriota belarús Marc Chagall i molts altres, entre ells Soutine, que hi va residir entre 1919 i 1922.

A Ceret, Soutine va invertir els cinc francs que va rebre del seu marchand en tubs de pintura. Viu miserablement, vestit amb la mateixa granota durant tota la seva estada, i amb la qual eixuga els pinzells. Els veïns l'anomenen "el pintor brut". Zborowski descriu així el període ceretà del seu protegit: 
Va al camp on viu com un miserable en una mena de cort de porcs. Es lleva a les quatre de la matinada, camina vint quilòmetres, carregat de les seves teles i colors, per trobar un lloc que li agradi, i se'n torna al llit, oblidant-se de menjar. Aleshores desenclava el seu llenç i, després d'haver-lo estès sobre el del dia abans, s'adorm al costat.
Soutine probablement va viure al començament de la seva estada en casots, espècies de petits magatzems construïts als camps per a material agrícola, però més tard va llogar habitacions als ceretans que vivien al centre de la ciutat, oferint-se de vegades a pagar el lloguer amb un treball.
Del 1919 al 1922 va pintar un nombre considerable de teles, estimades en unes dues-centes. Aquestes “pintures de Ceret” ocupen un lloc especial en la seva carrera. A mesura que avançava la seva estada, el seu estil molt figuratiu va evolucionar cap a un expressionisme desconcertant i fins i tot violent. La factura energètica, la pasta espessa, els remolins de colors i moviments donaran l'expressió més contundent i convincent del seu art.
Les vistes pintades són cada cop més denses, arbustives i desestructurades, aixafades en el pla del quadre i tallades per les vores del llenç. Un moviment les agita, i Soutine evita verticals i horitzontals estrictes. El procés accentua la inclinació de les cases i els arbres, que trontollen. Soutine treballa directament a partir del motiu, cim havia fet abans a Paris, pintant els seus paisatges a la natura. Però l'energia expressada en aquests llenços també es reflecteix en els retrats i bodegons pintats en aquesta època, com la sèrie d'Homes en pregària o Gladiols. També comença a Ceret la sèrie dels Bous Esquarterats.
Soutine va pintar a Ceret obres sorprenents, d'un marcat expressionisme, que van ser determinants per a la seva trajectòria artística. Pinta sobretot paisatges, retrats i també natures mortes, immortalitzant els magnífics paisatges de Céret així com personatges del món ceretà. La feina feta a Ceret li va permetre guanyar notorietat quan el famós doctor Barnes va decidir comprar-li un centenar d'obres.

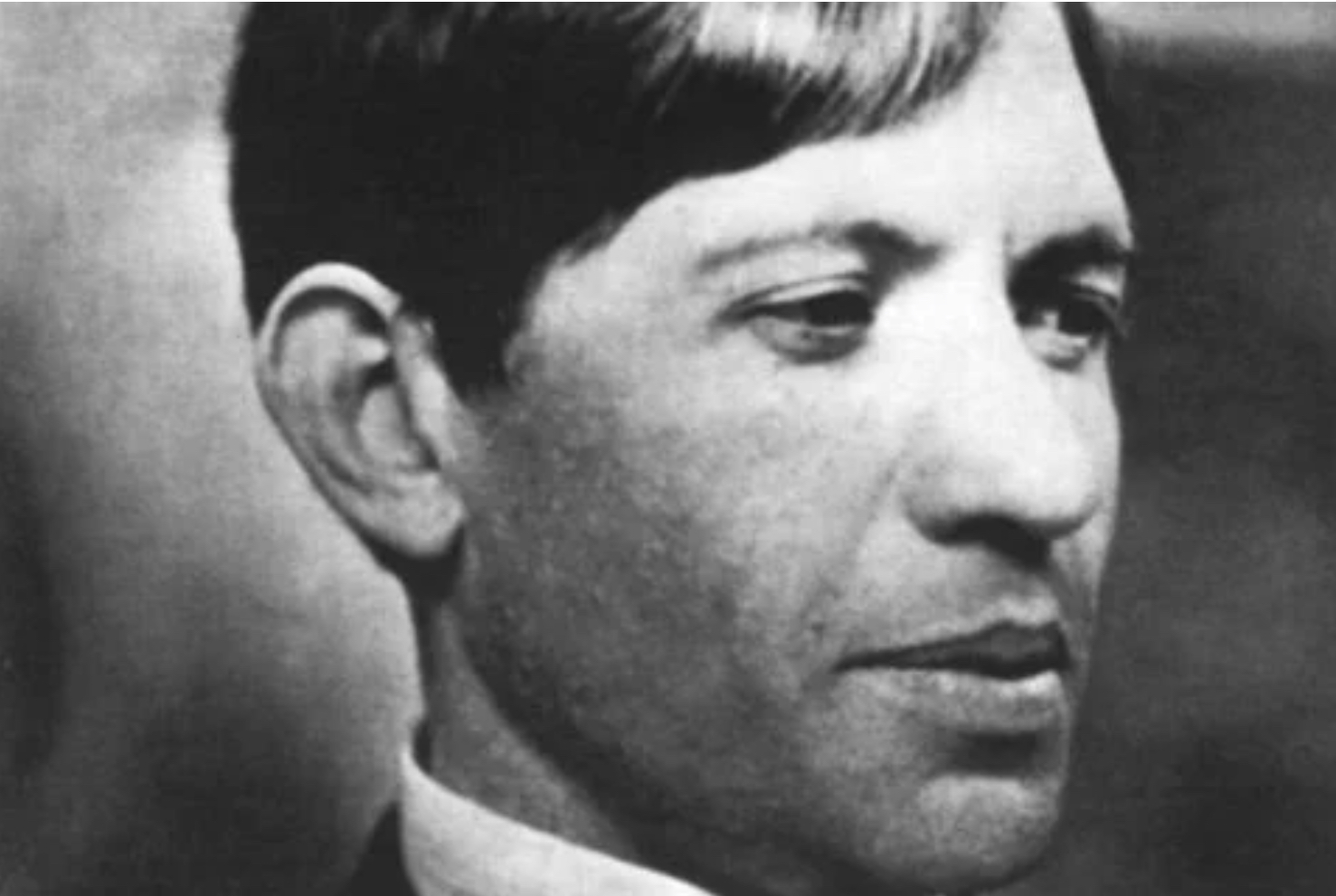
El pintor Chaïm Soutine vers el 1935

El Museu d'Art Modern de Ceret va dedicar a aquest conjunt d'obres de Soutine una exposició monogràfica l'any 2000. Aquesta ambiciosa exposició, la primera dedicada a aquest període especialment fecund, va reunir més de 70 pintures produïdes in situ, cedides per les més grans col·leccions internacionals: Estats Units, Canadà, Brasil, Japó, Israel, Gran Bretanya, Escòcia, Suïssa, França. Va mostrar per primer cop un període en gran part ocult i, segons Maurice Tuchman, autor del catàleg raonat de la seva obra, probablement el més important, permetent així confrontar el motiu pintat amb llocs encara perfectament identificables avui a Ceret.
El Museu d'Art Modern de Ceret té al seu fons permanent algunes obres de Soutine. En col·laboració amb el Centre Pompidou de Paris ha organitzat entre el 9 de juliol i el 13 de novembre del 2022 la mostra Chagall, Modigliani, Soutine & Cie, L’École de Paris (1900-1939).

### Obres destacades
- Les cases
- Retrat d'home (Émile Lejeune)
- El poble
- Bou i cap de vedella
- El gall dindi
- La taula
- El cambrer
- Paisatge amb personatge
- La casa blanca[5]